# Удельная (приток Голубой)
Удельная (истор. нем. Delinge) — река в России, протекает по территории Озёрского и Черняховского районов Калининградской области. Устье реки находится в 34 км от устья реки Голубой по левому берегу. Длина реки — 28 км, площадь водосборного бассейна — 81,1 км².

## Данные водного реестра
По данным государственного водного реестра России относится к Балтийскому бассейновому округу, водохозяйственный участок реки — Преголя. Относится к речному бассейну реки Неман и рекам бассейна Балтийского моря (российская часть в Калининградской области).
Код объекта в государственном водном реестре — 01010000212104300010213.